# Tereza Kadeřábková
Tereza Kadeřábková (rozená Chlebovská, * 10. prosince 1990 Krnov), je česká reportérka, modelka a vítězka České Miss 2012.

## Život
Pochází z Krnova. V letech 2006–2010 studovala na gymnáziu v Krnově. Od roku 2010 studovala na Pedagogické fakultě Ostravské univerzity.

### Rodinný život
Její otec je zámečník a fotbalový rozhodčí, matka a babička jsou učitelky. Starší sestra Johana Kotiš vystudovala veterinární lékařství na Veterinární a farmaceutické univerzitě v Brně.
V roce 2014 se jejím partnerem stal fotbalista Pavel Kadeřábek, za kterého se 17. června 2017 provdala. V září 2016 se páru narodila první dcera Ema a v červenci 2020 druhá dcera Elva. V červnu 2023 porodila syna, který dostal jméno Jáchym.

### Soutěže Miss a modeling
Zúčastnila se několika soutěží krásy. Na většině z nich se umístila na předních pozicích, například na:
- Miss Reneta 2010 (I. vicemiss, Miss Renata foto)[3]
- Miss léto 2010 (vítězka)[4]
- Miss Praha Open 2011 (vítězka, Miss Sympatie, Miss Média)

V roce 2012 se zúčastnila České Miss, na níž se probojovala do finálového galavečera, jež se konal 31. března 2012 v Hudebním divadle Karlín. Soutěž vyhrála. Kromě titulu Česká Miss 2012 získala i další ceny, a to bezplatný roční pronájem zařízeného bytu 2+kk v 10. patře bytového domu Rezidence Prague Towers v Praze a balení pramenité vody Aquila. Vítězství jí zajistilo účast na celosvětové Miss Universe 2012 v Las Vegas, kde skončila bez postupu. Garderóbu jí na tuto událost připravil módní návrhář Lukáš Lindner.
V lednu 2013 odletěla na pět pracovních týdnů do Turecka. V Istanbulu nafotila katalogy, kampaň na spodní prádlo a kampaň na čokoládu.
V říjnu 2013 začala pracovat jako reportérka na televizi Prima Cool a informovat o dění v Lize mistrů

## Zajímavé informace
- Ve videoklipu „Slunečnice“ ostravského písničkáře Tomáše Pastrňáka si zahrála vyzývavě tančící nedosažitelnou ženu, která kolem něho tančí ve zpěvákových představách [7].
- V roce 2012 si zahrála v komedii Martin a Venuše, kde představovala povýšenou krásku, která neúmyslně inspiruje hlavní hrdinku Vendulu (Kristýna Liška-Boková), aby se sebou konečně něco udělala[8].